# Encheiridion

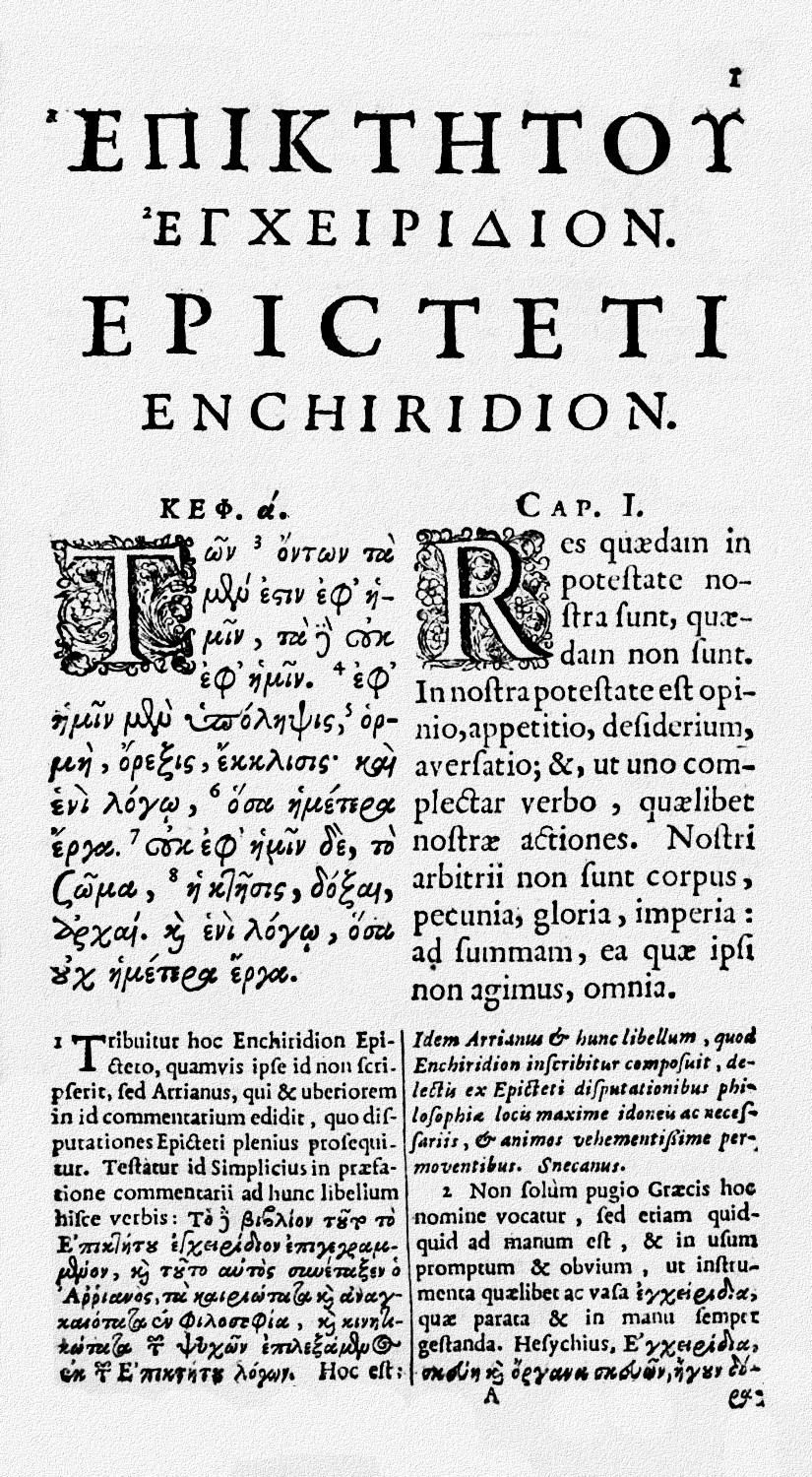
Wydanie z 1683 roku

Encheiridion (gr. en 'w' i cheir 'ręka', dosłownie: mały przedmiot, który mieści się w dłoni; podręcznik) – dzieło filozoficzne przypisywane Epiktetowi, którego właściwym autorem jest jego uczeń Flawiusz Arrian, gdyż Epiktet, stosując rady Sokratesa zawarte między innymi w Fajdrosie nie zapisywał swoich myśli. Arrianus w młodości słuchał wykładów Epikteta w Nikopolu i na bieżąco je notował. Nie jest znany tytuł jaki nadał tym zapiskom. W starożytności Encheiridion funkcjonował pod kilkoma różnymi tytułami, a sam Arrianus w liście do Lucjusza naprzemiennie nazywa go "słowami" lub "pamiętnikiem". 
Encheiridion jest zbiorem krótszych lub rozbudowanych sentencji dotyczących przyjemności, obowiązków człowieka oraz wartości, o jakie powinien zabiegać, jak również cnót i celu w życiu. Autor wielokrotnie podkreśla różnice, jaka zachodzi pomiędzy człowiekiem prostym a filozofem. Człowiek prosty oczekuje pożytku i szkody nie od siebie (tak jak filozof), ale od rzeczy zewnętrznych, dlatego też bycie filozofem często związane jest z narażaniem się na szyderstwa przez odmienność. Wszystko, co tyczy się człowieka podzielone zostaje w dziele na dwie grupy:
- rzeczy zależne od człowieka – są to sądy, popędy, pragnienia, odrazy
- rzeczy niezależne od człowieka – należy do nich: ciało, mienie, sława, godności

Rzeczy niezależne powinny pełnić funkcję służebną, a uważanie ich za ważne i wolne rodzi żale i skargi skierowane do bogów i innych ludzi. Niepowodzenia życiowe, jakie spotykają człowieka nie z jego winy (kiedy np. niebo nie obdarza go dobrami jakich by oczekiwał) nie powinny wywoływać żalu: "Nie usiłuj naginać biegu wydarzeń do swej woli, ale naginaj wole do biegu wydarzeń, a życie upłynie ci w przyjemności". Daleki od pochwały bierności, Epiktet zachęca do zrozumienia "natury" i postrzegania woli własnej jako części zasady przewodniej wszechświata.
Tekst:
- Εγχειρίδιον (gr.)
- Encheiridion przekład polski